# فورموس مندی
فورموس مندی (انگلیسی: Formose Mendy؛ زادهٔ ۲ ژانویهٔ ۲۰۰۱) بازیکن فوتبال اهل سنگال است.
وی همچنین در تیم‌های ملی فوتبال سنگال بازی کرده‌است.